# Maria Coselli
Maria Kossovel (Trieste, 7 marzo 1912 – ...), italianizzata in Coselli o anche Cosselli, velocista, altista e cestista italiana.

## Biografia
Nel 1930 fu campionessa italiana assoluta delle staffette 4×75 e 4×100 metri e nello stesso campionato conquistò la medaglia d'argento nei 200 metri piani e quelle di bronzo nei 100 metri piani e nel salto in alto. Nel 1930 e nel 1931 vinse lo scudetto della Divisione Nazionale femminile di pallacanestro con la Società Ginnastica Triestina, mentre nell'atletica leggera fu nuovamente campionessa italiana della staffetta 4×100 metri e vicecampionessa degli 80 metri piani, dei 200 metri piani e del salto in alto.
Nel 1932 conquistò ben quattro titoli di campionessa italiana assoluta: nei 200 metri piani, nelle staffette 4×75 e 4×100 metri e nel salto in alto, mentre si classificò seconda negli 80 metri piani.
Nel 1933 fu medaglia d'argento ai campionati italiani nei 60 metri piani e nel salto in alto e si riconfermò campionessa nazionale della staffetta 4×100 metri con la Società Ginnastica Triestina, mentre con la squadra nazionale, insieme a Lidia Bongiovanni, Claudia Testoni e Ondina Valla, fece registrare il nuovo record italiano della specialità con il tempo di 51"5.
Nel 1934 contribuì a migliorare ulteriormente il record italiano della staffetta 4×100 metri portandolo a 51"0 e, dopo poco più di un mese, a 50"8. Lo stesso anno fu campionessa nazionale assoluta dei 60 metri piani e medaglia d'argento nel pentathlon.

## Record nazionali
- Staffetta 4×100 metri: 
  - 51"5 (Torino, 10 settembre 1933), con Lidia Bongiovanni, Claudia Testoni e Ondina Valla (squadra nazionale)
  - 51"0 (Orléans, 19 agosto 1934), con Fernanda Bullano, Claudia Testoni e Ondina Valla (squadra nazionale)
  - 50"8 (Vienna, 23 settembre 1934), con Fernanda Bullano, Claudia Testoni e Ondina Valla (squadra nazionale)

## Campionati nazionali
- 1 volta campionessa italiana assoluta dei 60 metri piani (1934)
- 1 volta campionessa italiana assoluta dei 200 metri piani (1932)
- 2 volte campionessa italiana assoluta della staffetta 4×75 metri (1930, 1932)
- 4 volte campionessa italiana assoluta della staffetta 4×100 metri (1930, 1931, 1932, 1933)
- 1 volta campionessa italiana assoluta del salto in alto (1932)

1930
- Bronzo ai campionati italiani assoluti, 100 m - s/t
- Argento ai campionati italiani assoluti, 200 m - 29"3/5
- Oro ai campionati italiani assoluti, staffetta 4×75 m - 40"1/5 (con Maria Bravin, Ada Novak, Ernestina Steiner)
- Oro ai campionati italiani assoluti, staffetta 4×100 m - 53"35 (con Nives De Grassi, Maria Bravin, Ernestina Steiner)
- Bronzo ai campionati italiani assoluti, salto in alto - 1,30 m[1]

1931
- Argento ai campionati italiani assoluti, 80 m - 11"0
- Argento ai campionati italiani assoluti, 200 m - 29"1/5
- Oro ai campionati italiani assoluti, staffetta 4×100 m - 53"2/5 (con Nives De Grassi, Maria Bravin, Ernestina Steiner)
- Argento ai campionati italiani assoluti, salto in alto - 1,35 m

1932
- Argento ai campionati italiani assoluti, 80 m - 11"2/5
- Oro ai campionati italiani assoluti, 200 m - 25"3/5
- Oro ai campionati italiani assoluti, staffetta 4×75 m - 40"1/5 (con Maria Bravin, Nives De Grassi, Ada Novak)
- Oro ai campionati italiani assoluti, staffetta 4×100 m - 54"2/5 (con Nives De Grassi, Ada Novak, Maria Bravin)
- Oro ai campionati italiani assoluti, salto in alto - 1,40 m

1933
- Argento ai campionati italiani assoluti, 60 m - s/t
- Oro ai campionati italiani assoluti, staffetta 4×100 m - 55"0 (con Nives De Grassi, Pina Cipriotto, Maria Bravin)
- Argento ai campionati italiani assoluti, salto in alto - 1,40 m
- Bronzo ai campionati italiani assoluti, lancio del giavellotto - 28,13 m

1934
- Oro ai campionati italiani assoluti, 60 m - 8"6
- Argento ai campionati italiani assoluti, pentathlon - 180 p.